# Sarmento
A Sarmento egy olaszországi folyó. A Lukániai-Appenninekből ered, a Serra di Crispo lejtőiről, átszeli Basilicata régiót, majd a Sinni folyóba ömlik.